# こえだちゃん
こえだちゃんは、タカラトミーから発売されている女児向き玩具である。

## 概要
初代シリーズは『こえだちゃんの木のおうち』のモデルとなった玩具、ケナー社から1970年頃に発売されたと思われる『Family Tree House』を日本用のキャラクターにアレンジした物を1977年に発売開始され1984年まで発売される。「こえーだちゃんとー木のおうちー」という歌の流れるテレビコマーシャルと共に認知度を上げ、タカラのヒット商品へと成長した。初代キャラクターデザインは桜井勇が担当。この時期、桜井勇による愛らしいイメージイラストを使用した関連グッズも多数販売されている。
初代シリーズのこえだちゃんの髪の毛は黄色のシニョンヘアーであったが、1985年発売の『おかいものタウンシリーズ』を展開した際にはこえだちゃんの髪の毛をピンク色でかつ、シリーズ唯一のツインテールヘアーに変更。このシリーズでこえだちゃんは生活の場を自然の中から都市へと大きく変えている。遊びも「お店屋さんごっこ」がメインとなる。キャラクターイラストは桜井勇が続投。 その後1986年発売の『ぴっかぴかこえだちゃん』のこえだちゃんの髪の毛はピンク色のストレートヘアで、こえだシリーズでは唯一の植毛人形を採用した。これは、タカラの他シリーズであるジュエルちゃん人形の影響を受けたと思われるデザインであった。植毛人形の時期はキャラクターのイメージイラストは使用せずに、製品の写真をそれまでのキャラクターイラストの位置に置いた。1987年の販売休止時期を前に、1985年からの2年間は、ファンの間で通称「こえだんご」と呼ばれる、お団子シニョンヘアーではない冒険的な2シリーズとなった。1987年と1988年は販売休止。
1989年に復活した、森野みどりのイラストを元に3D化された『みどりの国のこえだちゃん』シリーズでは、昭和レトロなイメージのソフトビニール製のこえだちゃんが登場する。ワールドは都市から自然の中へ戻り、あらゆるものに命が宿る妖精たちの世界というコンセプトの下、木のおうちには目とビッグツリーパパという名前が与えられた。ちなみにこえだちゃんの髪の毛はピンク色で、大きめではあったがシニョンヘアーが復活。このシリーズがピンク髪のこえだちゃんとしては最後のシリーズとなる。キャラクターデザインは森野みどりが担当。途中、人形の3D化担当が変更になる。人形がソフトビニール製からプラスチック製に変更になるなどあるが、ピンクの髪のこえだちゃんは1992年まで発売された。人形がプラスチックになる、髪の毛の色が黄色に戻る、などリニューアル期間を経て2004年に復活し2006年まで発売された。髪の色が黄色に戻ると共に、イメージキャラクターのデザインも変更となっている。イラストは森野みどりが続投した。
2004年の物を大人用としてリペイントした「コエダリアン」が発売された。キャラクターデザインはタケヤマノリヤが担当した。
2011年7月28日に、世界観とキャラクターデザインを一新した新シリーズとして復活する。本シリーズではキャラクターデザインを吉田すずかが担当し、PUFFYや小枝、ハローキティ、ディズニーとのコラボレーションが行われる。
2013年6月22日に、「おしゃべりコレクション」が発売され、急遽一新された。キャラクターデザインは吉田すずかのイラストを元に3DCGで描かれ、商品のみ黒目に白いハイライトが追加され、3頭身になり足の部分を曲げる関節が付いた。2013年下旬以降のライセンス商品の吉田すずかのイラストは玩具と同様、目に白いハイライトが付いた。
その後玩具は、足を折り曲げる仕掛けを保ちながら、頭身を低くリニューアルされている。
『こえだちゃんと木のおうち』シリーズの玩具は1980年代に海外でも発売された。海外での発売はイタリアのGIG社、Polistil社、イギリスのcorgi社、フランスのAJENA社といったメーカーから行われている。
2012年に各キャラをリペイントした海外商品「treena and friends」として告知された）が、それ以降の続報が全くなく、未発売となった。

## 歴史

### 「誕生」1977年～1979年
リカちゃんに続く新規女児向け玩具の開発が入ったが、自然の大切さや当時人気になったメルヘンの世界観、感情移入のバリエーション、手軽な大きさで買いやすい値段がヒントで選ばれ、当時の玩具業界では「自然」が珍しく「こえだちゃん」として誕生した。

### 「成長」1979年～1985年
ファンシーとメルヘンの人気が変わらない中、販売は好調になり、更なる改良を施してバリエーションがされ、世界観が広まった。「自然」の特徴のチューリップ・茸・星が存在したが、新たにオレンジ・リンゴ・月が加わった。

### 「挑戦」1985年～1993年
『シルバニアファミリー』と言うライバルが現れ、「自然」をかけ離れる形で路線変更する事になり、新たな戦略を進める事になった。1986年は『ピッカピカこえだちゃん』が展開し、女の子に人気の高い「お菓子」がテーマになった。1990年は「自然」の路線に回帰する形で4代目の木のおうちが擬人化になって復活した。ここで画期的な時代が終わり、休止する事になった。

### 「再生」2004年～2006年
2004年、ITによる好景気やオタク文化が全盛の中、「自然をテーマにしたメルヘンの世界」が復活し、5代目の木のおうちが登場。ミニドールもプラスチックに戻り、カラフルさが増した。

### 「進化」2011年～
「自然をテーマにしたメルヘンの世界」を現代風にアレンジし、6代目以降の木のおうちが登場。ミニドールも改良され、口が追加した。PRも雑誌とTVの他にYoutubeやDVDの情報発信も行われた。

## キャラクター

### こえだちゃんの家族や親族
こえだちゃん(Treena Treetop)
- 誕生日：3月3日

身長はドングリの3個分。
体重はさくらんぼの2個分。
将来の夢は葉っぱに乗って人間界に行く事。
秘密はお片付けが苦手。
好きな食べ物はオムライスとこえだメロンパン。
主人公、全シリーズに登場する。1985年から1992年までのシリーズの髪の毛はピンク色であるがそれ以外の髪の毛は黄色のシニョンヘアーである。好きな遊びは木登り。2011年度の設定画では髪型に花を付けたり、｢歌やダンスが大好き｣と書かれている。
みきちゃん
こえだちゃんのいとこ、性別は男の子。初代と復刻版の木のおうちに人形が付属している。2011年度の設定画では姉であるこえだちゃんのまねっこが大好きと書かれている。
おかあさん
- 誕生日：11月22日

こえだちゃんのお母さん。職業は学校の先生で名前は「わかば」。2代目と3代目木のおうちに人形が付属している。2011年版の設定ではデザインは特に髪型が変更されており、過去の設定である学校の先生や「わかば」と言う名前は確認されていない。設定画ではお菓子作りの名人になっている。
このみちゃん
- 誕生日：5月5日

こえだちゃんの妹。2代目と3代目木のおうちに人形が付属している。2011年版ではデザインが変更されている。
おとうさん
- 誕生日：4月22日

こえだちゃんのお父さん。2011年版ではデザインが変更されている。もりのおいしゃさんの設定は2011年版から(設定画では音楽家)。
・２代目こえだちゃんには、おひさまハイツという木のおうちとは別のハウスがあり、着せ替えタイプのこえだちゃん、おじいちゃん、おばあちゃん、このみちゃん、おかあさん、おとうさんの6人家族が付属する。

### その他の登場人物など
こりんごちゃん/アップルパイちゃん(Candy apple)
- 誕生日：11月5日

メインヒロイン。初代は赤髪と緑色のベレー帽子が特徴。1990年ではリンゴ型の赤いベレー帽を被ったピンク髪とリンゴのアップリケの服が特徴のアップルパイを焼くのが好きな優しい子。2004年ではアップルパイを焼くのと、お絵かきが好き。2011年以降からは緑髪と服が変更され、緑の三つ編みになり、優しいしっかり者になり、リンゴの帽子とカバンが追加した。
きのこちゃん/きのちゃん(Maya mushroom)
- 誕生日：10月15日

メインヒロイン。キャラクター初出は初代シリーズの頃で当初の名前はきのこちゃん。きのちゃんという名前は2004年から使用。オレンジのキノコの帽子と白のワンピースが特徴でこのデザインは初代から2004年版まで使われた。途中1990年ではオーバーオールを着ている。2011年以降からは水玉の水色の帽子と服と茶髪に変更され、お昼寝の設定になった。2013年ではCGのみ登場。
2016年からはお昼寝の設定は廃止され色は2004年以前のオレンジに戻った。
○○ちゃん
7:3分けの赤い髪の女の子。これは固有名を持つキャラクターではなく「○○」には自分の名前を入れてこえだちゃんたちと遊ぶいわゆる自分のアバターとなる人形である。1977年から1985年までのシリーズに登場。
きらきらちゃん/チカチカちゃん
　　メインヒロイン。キャラクター初出は初代シリーズの頃で当初の名前はきらきらちゃん。星をイメージした髪型の女の子。1990年では名前がチカチカちゃんになり、星型の髪飾りをしている。

もこもこちゃん

### 1990年版で追加されたキャラクター
ラッピー
4代目木のおうちに付属しているこえだちゃんのおともだちで、ウサギのような大きな耳を持つ桃色の妖精。木の実から生まれた。
チカチカちゃん
おそらのくにに住むヒロイン。実のルルとナナの姉。
ふわりん
チカチカちゃんとは仲が良く、物知りで、黄色が特徴。
プチット
プンタ
トトまる
アップルパイちゃん
タネッピー
イチゴジャムちゃん
ストロベビー
すずらんちゃん
すずらんらん
ピーピー
トマぼう
こまめくん
かんきちくん
　　柑橘類の精の男の子。汽車の運転士。

### 2004年版で追加されたキャラクター
パンダくん

りすちゃん
2004年版木のおうちに登場したこえだちゃんのおともだち。
うさちゃん
きのちゃんといつも一緒。
ことりちゃん
こりんごちゃんと一緒にいる。うたうのがだいすき。
チューリップちゃん(Blossam bloom)
おしとやかで優しいお姉さん。花占いが得意。
もぐるん
のんびり屋に見られているが案外探し物等が得意。チューリップちゃんのお供。
イチゴちゃん
フルーツの国に住む女の子。みつあみが特徴。2011年度からはロングヘアーになり、みどりのくにのアイドルに変更。公式に設定される誕生日が1月5日になっている。
ラズリーちゃん

レモレモちゃん

ぽぽたんちゃん

はすはなちゃん

りんどうくん

あさがおちゃん

マルガリーテちゃん

はなももちゃん

すずらんちゃん

パンジーちゃん

もくれんちゃん

さくらちゃん

あやめちゃん

ミニバラちゃん(Rosey petal)
頭の上にバラの飾りが特徴とした女の子。2011年度からはデザインが変更され、おませさんの設定になった。
ひまわりちゃん(Tania sunbeam)

カーネーちゃん(Flona garden)

プチトマちゃん

スイカーナちゃん

とうもろこしくん

かきかきくん

マロンちゃん

なしみちゃん

アプリリちゃん

リコットくん

ワンピちゃんとワンキーくん

オレンジちゃん

オレンジジャムちゃん

パンちゃん

パイナップルちゃん

おさるくん

チェリンちゃん

チェルくん

グレープフルーツちゃん
応募シールの懸賞品「グレープフルーツのおみせ」に付属。オレンジちゃんの色変え。
プチライムちゃん
応募シールの懸賞品「グレープフルーツのおみせ」に付属。レモレモちゃんの色変え。

### 2011年版で追加されたキャラクター
アゲハちゃん
- 誕生日：8月7日

『かさなるおうち』シリーズ。2011年度から初登場したメインヒロイン。おしゃれが大好きで負けず嫌い。ピンク髪にポニーテールと羽と蝶々の飾りが特徴。2013年度版『おしゃべりコレクション』ではハートのハイライトが追加された。
よつばくん
- 誕生日：4月28日

『かさなるおうち』シリーズ。メインとして初登場した男の子。カッコよくて、頼りになる。緑髪に四つ葉のクローバーの形をした髪型が特徴。『おしゃべりコレクション』ではデザインを一新、金髪で四つ葉のクローバーの付いた着脱可能な帽子を被っている。
きのみくん
- 誕生日：5月5日

こえだちゃんの弟、妹のこのみちゃんとは双子。「なかよしファミリー」セットの内の一体。『おしゃべりコレクション』ではファミリーから外されている。
ぶどうちゃん
『かさなるおうち』シリーズ。2004年度に登場するラズベリーちゃんに当たるキャラ。内気で泣き虫だが頑張り屋さん。
ながれぼしちゃん
- 誕生日：7月7日

『かさなるおうち』シリーズ。綺麗でお上品、皆の憧れ。「おしゃべりコレクション」にも引き続き登場、ボディは半透明の素材になった。
ショートケーキちゃん
『かさなるおうち』シリーズ。ふんわり優しいがうっかり屋さんな一面も。
ダイヤモンドちゃん
- 誕生日：4月6日

『かさなるおうち』シリーズ。『おしゃべりコレクション』にも引き続き登場。無色透明だった頭頂部のダイヤモンドはブルーになった。
バナナくん
『かさなるおうち』シリーズ。
ピーチちゃん
『かさなるおうち』シリーズ。
マカロちゃん
『かさなるおうち』シリーズ。『おしゃべりコレクション』にも引き続き登場。
バケッチョ
『かさなるおうち』シリーズ。
テントリアちゃん
『アゲハちゃんのおしゃれフレンズ』フラワーハミングスの一人。おしゃれで髪の手入れが大好きなかしこい女の子。フラワーハミングスのサブリーダーでチームのお姉さん的存在。
モンシロールちゃん
- 誕生日：6月6日

『アゲハちゃんのおしゃれフレンズ』フラワーハミングスの一人。いつも夢を見がちな、他の人に合わせるのが苦手なマイペースなお嬢さま。フィギュアスケートが得意。『おしゃべりコレクション』にも引き続き登場。
ハニービーナちゃん
- 誕生日：8月2日

『アゲハちゃんのおしゃれフレンズ』フラワーハミングスの一人。いつも元気にちょこまか飛び回る、フラワーハミングスの末っ子的存在。チームの中ではいちばん運動神経がよい。『おしゃべりコレクション』にも引き続き登場し、色も変わっている。
コウモリーネちゃん
『かおがかわるよ』シリーズ。アゲハちゃんの実のいとこ。大人っぽく、夢はファッションデザイナー。
ニンジーナちゃん
『かおがかわるよ』シリーズ。読書家で、手紙を書くのが大好き。
ハイビスカスちゃん
『かおがかわるよ』シリーズ。綺麗な髪が自慢、いつもいい匂いがする。
ユニコちゃん
『かおがかわるよ』シリーズ。足が速く、スポーツ大好きなお転婆さん。
ピアノちゃん
『かおがかわるよ』シリーズ。
マジョリータちゃん
『かおがかわるよ』シリーズ。
ドーナちゃん
『かおがかわるよ』シリーズ。「おしゃべりコレクション」にも「ストロベリードーナちゃん」の名義として引き続き登場。
ツッキーくん
『かおがかわるよ』シリーズ。
ミカーナちゃん
『かおがかわるよ』シリーズ。オレンジちゃんに当たるキャラ。
ラフランちゃん
『かおがかわるよ』シリーズ。
チュリーちゃん（桃）・リッピーちゃん（紫）・ププちゃん（黄）
『かおがかわるよ』シリーズ。三つ子の赤ちゃん。このみちゃん、きのみくんと大の仲良し。

### 2013年版で追加されたキャラクター
チェリーちゃん
- 誕生日：10月31日

こえだちゃんのいとこ。みきちゃんに当たる。髪型は1990年度のこえだちゃんがモチーフ。
リボンヌちゃん
- 誕生日：1月29日

ハート柄の大きなリボンがトレードマークの女の子。
ハンバーガーちゃん
- 誕生日：8月9日

シェイクちゃん
- 誕生日：1月5日

ポテトちゃん
- 誕生日：5月30日

ピンクダイヤちゃん
- 誕生日：4月6日

ルビーちゃん
- 誕生日：7月31日

サファイアちゃん
- 誕生日：9月3日

タンポポちゃん
- 誕生日：3月20日

チューリアンヌちゃん
- 誕生日：4月1日

わかば先生
過去のシリーズに存在したこえだちゃんのおかあさんの設定を継承した独立キャラクター。

### ゲスト
アーティストや食品企業とのコラボレーションで登場した、期間限定のキャラクター達。
旧タカラレーベルの商品であった「こえだちゃん」シリーズだが、トミーと合併した事により、トミーが所有していた版権物とのコラボレーション等も実現している。
あみちゃん、ゆみちゃん
PUFFYの大貫亜美と吉村由美をモチーフとした「歌の妖精」。
小枝くん
森永製菓のチョコレート菓子・小枝をモチーフとした「チョコレートの妖精」。
ディズニーキャラクター
ディズニープリンセス
2011年度版の『かさなるおうち』シリーズのDX版『かさなるティアラキャッスル』としてディズニープリンセスのシンデレラ、オーロラ、アリエルの3種がこえだちゃん風にアレンジしたキャラクターで発売された。別パーツになっているティアラは取り外して指輪として使う事が出来た。
ミニーマウス
こえだちゃんのおともだちとしてこえだちゃん風にデザインされたミニーマウスが家具とセットで販売された。ミッキーマウスやデイジーダックのこえだちゃん風デザインもあったが発売には至らず、付属のシール等で見る事が出来る。
サンリオキャラクター
ハローキティ
2013年度版よりおともだちとして登場。『おしゃべりコレクション』シリーズでも、対応した新ボディにリニューアルして引き続き登場している。おしゃべり版の声は公式と同じく林原めぐみが担当している。
マイメロディ
同年、「おしゃべりコレクション」シリーズより登場。片耳が垂れた赤い頭巾を付けている。声はテレビアニメ「おねがいマイメロディ」等と同じく佐久間レイが担当。
キキ＆ララ
2015年度に登場。「月のおうち」や「星のバスルーム」など、専用の商品も多数リリースされ、2018年には改定版の「おうち」も発売されている。
商品名は正式名称「リトルツインスターズ（Little Twin Stars）」ではなく「キキ＆ララ」である。
こえだmeetsシリーズ
2015年に登場したコラボ企画。人気のキャラクターを「こえだちゃん」シリーズのデザインでフィギュア化されており、必ずフィギュアと家具がセットになっていた。
一部、上記カテゴリに含まれる「サンリオキャラクター」も含まれるが、上記の「おしゃべりコレクション」とは別のレギュレーション（足が曲がらない、こえだちゃんのシンボルマーク「さくらんぼ」が体に付いている等）で統一されているので、こちらのグループに表記。
「おしゃべり」のシステムは踏襲しており（但し音声は無く、SEが流れるだけ）、足の裏はシステムに呼応した造形になっている。
マイメロディ
両耳は垂れており、ピンクの頭巾を被ったデザイン。羊のピアノちゃんとピンクの二人掛けソファが付属。このキャラクターだけさくらんぼのマークが付いていない。
リラックマ
キイロイトリ型箪笥と背もたれの倒れるコリラックマ型ソファが付属。
クレヨンしんちゃん
アクション仮面型電気スタンドが付属。
アルプスの少女ハイジ
白い花のテーブルが付属。
ペコちゃん
不二家のマスコット。目や体形等、他のキャラクターと違って本家に近いデザインになっている。ミルキー型テーブルが付属。
初音ミク
ピンクのキーボードが付属。

## 商品一覧

### こえだちゃんと木のおうち
初代
1977年発売。木のてっぺんを押すと葉っぱの屋根が開き、部屋が出現する仕組みとなっている。横のダイヤルはエレベーターが上下する仕組みである。付属している人形は、こえだちゃんとみきちゃん（ボディカラーは橙色）。
2代目
1980年発売。商品名は『こえだちゃんとおにわのついた木のおうち』。このバージョンでは庭部分の付属品や屋根裏部屋が加わっており、プラスチック素材にピンク色が用いられている。付属している人形は、こえだちゃん（ボディカラーは黄緑色）とわかばせんせいとこのみちゃん。ドリームミックスTV ワールドファイターズでは本作をベースにしたステージとして登場した。
3代目
1983年発売。木のおうちの基本仕様は2代目と同じだが庭部分がなくなっており庭部分の付属品は、屋根に飾る仕様となっている。付属している人形は、こえだちゃんとわかばせんせいとこのみちゃん。
4代目
1989年発売。基本仕様は3代目までと同じ（屋根裏部屋は無くなっている）だが屋根の開閉と連動する木のおうちの目のギミックや滑り台が付属しており、玄関の扉が観音開きに変更されている。付属している人形はこえだちゃんとラッピーだがこえだちゃんの人形は、1989年製はソフトビニール製で体の彩色がフルカラーであるのと1990製以降はプラスチック製で体は緑単色であるのと差異が生じている。またこの4代目のこえだちゃんの髪の毛の色はピンク色である。
5代目
2004年発売。初代から4代目の木のおうちの仕様とは異なり、部屋の出現はワンタッチで、2段になった小部屋がらせん状に10ヵ所横から登場する仕様となっている。また連結や合体用のジョイントも付属していて、最初から別売りのアイテムと連動する仕様になっていた。付属している人形は、こえだちゃんとりすちゃん。なお5代目木のおうちは、木の葉をピンク色の素材に変更した『さくらの木のおうち』が数量限定で生産されており、抽選で配布された。付属の家具は通常の物とは成型色が違えており、こえだちゃんはピンクの和装になっていた。
6代目
2011年発売。初代から4代目、5代目のギミック仕様は中央のエレベーター部分以外ほとんど受け継がれていない。部屋の展開はスプリング式で、ドーム状の葉っぱの屋根が持ち上がり、そこから更に左右に開く2段式。今迄に無かったドームの内側にも部屋が設けられたが、アクションの関係上家具を設置したまま開閉は出来ない。1986年の『ピッカピカ！こえだちゃん』期に発売された『レストランのおうち』と良く似た構造である。無料配布されている商品パンフレットや実物の商品の外箱の記述によると人形と家具は付属していない。商品名は『こえだちゃんの木のおうち』である。2013年には5代目と同様『さくらの木のおうち』が存在するが、『はじめての木のおうち』のバーコードを送って抽選で当たるようになっていた。
7代目
2013年発売。初代をモチーフしており、音声機能が追加された。こえだちゃん1体が付属し、名称も『こえだちゃんと木のおうち』に戻った。根元のボタンを押すとチャイムが鳴り、人形を2階中央にある足型の穴にはめると、足の裏のピンに反応して各キャラの声で数種のセリフをランダムに喋る（キャラクターによってはチャイムのみ）。旧シリーズの人形を対応させるため、足型の穴に呼応したパーツ「おはなのくつ」が付属していた。チャイムに連動して2階出入口上にあるさくらんぼのランプが光る。ドーム状葉っぱの屋根は手動スライドで開く。間仕切りとカーペットは紙製で家具の類は付属しない。
復刻版
1977年から1990年まで発売された初代から4代目までの木のおうちの部品をそれぞれ組み合わせたミックスバージョンで2004年頃に数量限定で発売された。商品名は『こえだちゃんとなつかしい木のおうち』。付属している人形は黄緑色ボディのこえだちゃんと橙色ボディのみきちゃん。この製品には玩具と一緒に全20頁のメモリアルブック『こえだちゃんメモリアル』が付属している。
はじめての木のおうち
2013年発売。初代を特徴とした初心者用の木のおうち。通常の木のおうちよりサイズダウンしており、エレベーターも一方通行に簡略化されている。ボタンを押すとワンタッチでドーム屋根がせり上がりエレベーターが上昇、一階左右のドアが開く仕組みだが、ドームは上がりきらないため手動で引き上げる必要がある。しかしながら屋根に虹を模した持ち運び用のハンドルが付き、2階部分からすべり降りるスロープが付属（『木のおうちおしゃべりコレクション』との渡り廊下にもなる）、1階にボタンで開く左右ドアと背面に大きく開く扉が増設され、それぞれ部屋が追加されてプレイバリューは充実している。人形と家具は別売り。2014年度からはパッケージがリニューアルした。
2023年こえだちゃんの商品ページに2018年に発売された9代目が生産終了のアナウンスが出ている。

### その他の商品

#### 1977年～1993年
- こえだちゃん ふたごのお月さま
- こえだちゃん 森のゆうえんち
- こえだちゃん 月のようちえん
- こえだちゃん リンゴのレストラン
- こえだちゃんとすなばのお城
- わたしんち
- こえだちゃんパノラマハウス
- リッピーちゃんとチューリップのはなやさん
- おふろランド パールちゃんくるくるシャワー島
- こえだちゃんとちいさなおうち
- おかいものマンションおうちがポン
- こえだちゃん わたしの町
- みきちゃん ちゃぷちゃぷボート
- パールちゃん ちゃぷちゃぷボート
- キラキラちゃんと星のおうち
- モコモコちゃんとくものケーキやさん
- ふたごパンダのオレンジマンション
- こえだちゃんと虹のがっこう
- ピッカピカこえだちゃんわんさかプレイセット
- ピッカピカこえだちゃんなかよしメイトとまと
- ピッカピカこえだちゃんなかよしメイトだりあ
- シャボン玉こえだちゃん

#### 2004年～2006年
- きのちゃんときのこレストラン
- こりんごちゃんとりんごのおうち
- オレンジちゃんとオレンジのおうち

#### 2011年～
- こえだちゃんのきのこのレストラン
- こえだちゃんのなかよしファミリー
- こえだちゃんのかさなるおうち
- きのちゃんのかさなるおうち
- アゲハちゃんのかさなるおうち
- こりんごちゃんのかさなるおうち
- よつばくんのかさなるおうち
- こえだちゃんのかぐセット こえだちゃんのマイルーム
- こえだちゃんのかぐセット きのこのキッチンダイニング
- こえだちゃんのかぐセット りんごのバスルーム
- こえだちゃんのみどりの森のちず

### 絵本
いずれも廃盤のため入手困難である。
おもちゃブック （講談社)
| タイトル                           |
| ---------------------------------- |
| こえだちゃんとあそびましょ         |
| 「にじのはと」のまき               |
| 「こえだちゃんのあかちゃん」のまき |
| おもちゃのまちへいらっしゃい       |
| こえだちゃんとうたいましょ         |
| ケーキをつくりましょう             |
| こえだちゃんのかんごふさん         |
| うさぎさんのたいいいんパーティー   |
| ピンクちゃんのパーマやさん         |
| こえだちゃんのらんらんショッピング |

講談社のテレビ絵本（講談社)2004年発売。全2巻。
| タイトル               |
| ---------------------- |
| おかしなカウカウボーイ |
| こぞうのパクリン       |

2011年度（岩崎書店)全3巻。
- 作者：ふじまちこ
- 絵：吉田すずか

| タイトル                            | 発売日        |
| ----------------------------------- | ------------- |
| 木のおうちとキラキラピンク          | 2011年06月    |
| せかいいちのドキドキ★ケーキ         | 2011年11月    |
| おはながいっぱいおしゃれ★パーティー | 2012年6月30日 |

### レコード・CD
- こえだちゃんと木のおうち（1978年、ポリドール、規格品番：DQQ5014。歌：川島和子、コーラス：フィーリング・フリー）
  - B面は「こえだちゃんのたんじょう日」。
- こえだちゃんのおはやっほー♪（2004年、b-fairy records、規格品番：BRDF-3041。歌：佐藤裕美）
  - アニメ『みどりのくにのこえだちゃん』主題歌。カップリングは「ぐーっとチョキパでいってらっしゃい!」。

### アニメ

#### DVD（2011年度版）
2011年度版のDVDは雑誌付として入手困難である。音楽は紗希が担当。
「みどりのくにのこえだちゃん」と「どきどきピクニック」では株式会社エッグが担当してるが、「フルーツいっぱいのアイスクリーム」以降ではM's FORMATが担当する。
公式サイトではリニューアルされた為見られなくなった。
| タイトル                         | 当時の公式サイト | 収録DVD |
| -------------------------------- | ---------------- | ------- |
| みどりのくにのこえだちゃん       | ○                | ○       |
| どきどきピクニック               | ○                | ○       |
| フルーツいっぱいのアイスクリーム | ○                | ○       |
| おそうじタイム                   | ×                | ○       |
| おはなのじゅうたん               | ○                | ○       |
| りんごのおいしゃさん             | ×                | ○       |
| にぎやかペットマンション         | ○                | ○       |
| ピアノちゃんのおんがくかい       | ×                | ○       |
| きのこのレストラン               | ×                | ○       |
| ビックリ!バケッチョ              | ○                | ×       |
| おひめさまはだれ?                | ○                | ○       |
| 木のおうちのクリスマスツリー     | ×                | ○       |

#### Webアニメ
こえだちゃん40周年を記念して、短編のWebアニメ『みどりのくにのおともだち こえだちゃん』が、2017年よりYouTubeのタカラトミーチャンネルにて月1回配信されている。
小学2年生の女の子・ゆいが、「まほうのカギ」によってこえだちゃんと出会うストーリー。なお、キャストおよび主題歌に関してはクレジットには記載されていない。

##### スタッフ
- 原作・製作 - タカラトミー
- シリーズ構成・脚本 - 福田裕子
- 演出・絵コンテ - 古賀一臣
- キャラクターデザイン - 中野彰子
- 色彩設計 - 中野倫明
- 撮影監督 - 佐藤優帆（第1・2話）、荒川浩介（第3話 - ）
- 編集 - IMAGICA、武村英紀
- 音響監督 - 菊池晃一
- 音響制作 - HALF H・P STUDIO
- プロデューサー - たかいひでゆき
- アニメプロデューサー - 橋本和典
- アニメーション制作 - エー・ライン
- 制作協力 - セイバーダイレクト

##### 各話リスト
| 話数  | サブタイトル                     | 作画監督 | 総作画監督 | 配信日        |
| ----- | -------------------------------- | -------- | ---------- | ------------- |
| 第1話 | みどりのくにのおともだち         | 中野彰子 | -          | 2017年 3月3日 |
| 第2話 | さくらんぼのまほう               | 中野彰子 | -          | 4月1日        |
| 第3話 | ママなんてしらないっ！           | 村田陽祐 | 中野彰子   | 5月1日        |
| 第4話 | にんじん大作戦！                 | 中野彰子 | -          | 6月1日        |
| 第5話 | アゲハちゃんのファッションショー | 中野彰子 | -          | 7月1日        |
| 第6話 | うきうき なつまつり              | 中野彰子 | -          | 8月1日        |
| 第7話 | おおきな おおきな ホットケーキ   | 中野彰子 | -          | 9月1日        |
| 第8話 | いいことみつけた                 | 中野彰子 | -          | 10月1日       |

## 雑誌連載
1977年から幼児雑誌おともだち、たのしい幼稚園で見開き2ページ程度、イラストにそれぞれの近日発売予定の玩具を使ったオリジナルのショートストーリーを加えたものが連載され、講談社シリーズも10冊出版された。桜井勇が手掛けたイラストとストーリーの時期、玩具を使ったジオラマストーリーの時期、森野みどりが手掛けたイラストとストーリーの時期、吉田すずかが手掛けたイラストとストーリーの時期、などがある。2004年は『みどりのくにのこえだちゃん』とのタイアップ幼児向け雑誌という事もある。
2011年では吉田すずかが手掛けたイラスト活動を始め、2012年末には6月から10月までキャラクター人気コンテストに選ばれたこえだちゃん、ダイヤモンドちゃん、アゲハちゃん、ミニバラちゃん、モンシロールちゃんを使ったお話にハローキティとのコラボの展開が発展した。
2013年6月からはイラストから玩具のジオラマ写真を使ったお話に展開されていた。

## タイアップ
1980年初頭に群馬県高崎市の遊園地『カッパピア』にてタカラとのタイアップによる「こえだちゃんランド」を展開していた。同遊園地は2003年11月に閉園したが閉園日直前の取材にて観覧車の案内板とケーブルカーに当時使用されていたこえだちゃんのイラストが残っていた逸話がある。

## こえだらいず
2013年12月27日に、既存のアニメ作品等とコラボレーションした「こえだらいず」が登場。元来のこえだちゃんとはかけ離れており、椅子等に座らせる為の足裏のジョイントはシリーズの商品に対応していない。ボディーパーツは組合せ式で、顔のパーツを前後回転させると2種類の表情が楽しめる。
フィギュア以外でも缶バッジ、アクリルキーホルダー、ラバーストラップ等のグッズも展開。

### コラボレーション作品
※正式にフィギュア化していないものは追記あり
- 劇場版 魔法少女まどか☆マギカ
- 艦隊これくしょん -艦これ-
- ハイキュー!!
- 刀剣乱舞（-ONLINE-）
- あんさんぶるスターズ!
- Free!
- おそ松さん
- カードキャプターさくら
- 七つの大罪
- ダイヤのA
- PSYCHO-PASS サイコパス
- 弱虫ペダル
- アルスラーン戦記　(TBSテレビアニメ版)
- 初音ミク
- KING OF PRISM by PrettyRhythm
- 文豪ストレイドッグス　※缶バッジシリーズのみ
- 逆転裁判6　※ラバーストラップシリーズのみ
- 広島東洋カープ